# Prasat Yai Ngao

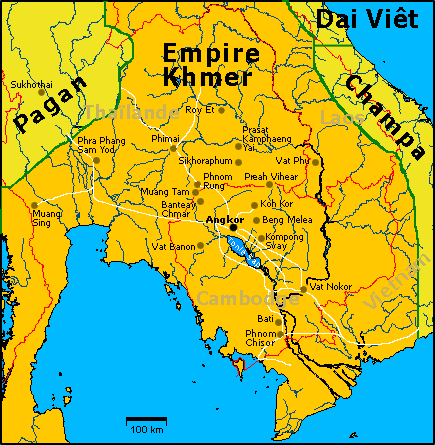
Principaux sites khmers

Le Prasat Yai Ngao (château (prasat) de la grand-mère (Yai) solitaire (Ngao)) est un sanctuaire khmer situé en Thaïlande, district de Sangkha dans la province de Surin. Seules deux tours ont été construites pour ce petit temple dans le style d'Angkor Vat ; une troisième était sans doute prévue. Sur la tour sud, on peut remarquer des Nâgas directement gravés dans la brique, en bas-relief, et se terminant dans les frontons, eux aussi en brique, ce qui est peu fréquent. Les deux tours sont de plan carré, à redents, et font cinq mètres de côté.

## Photographies

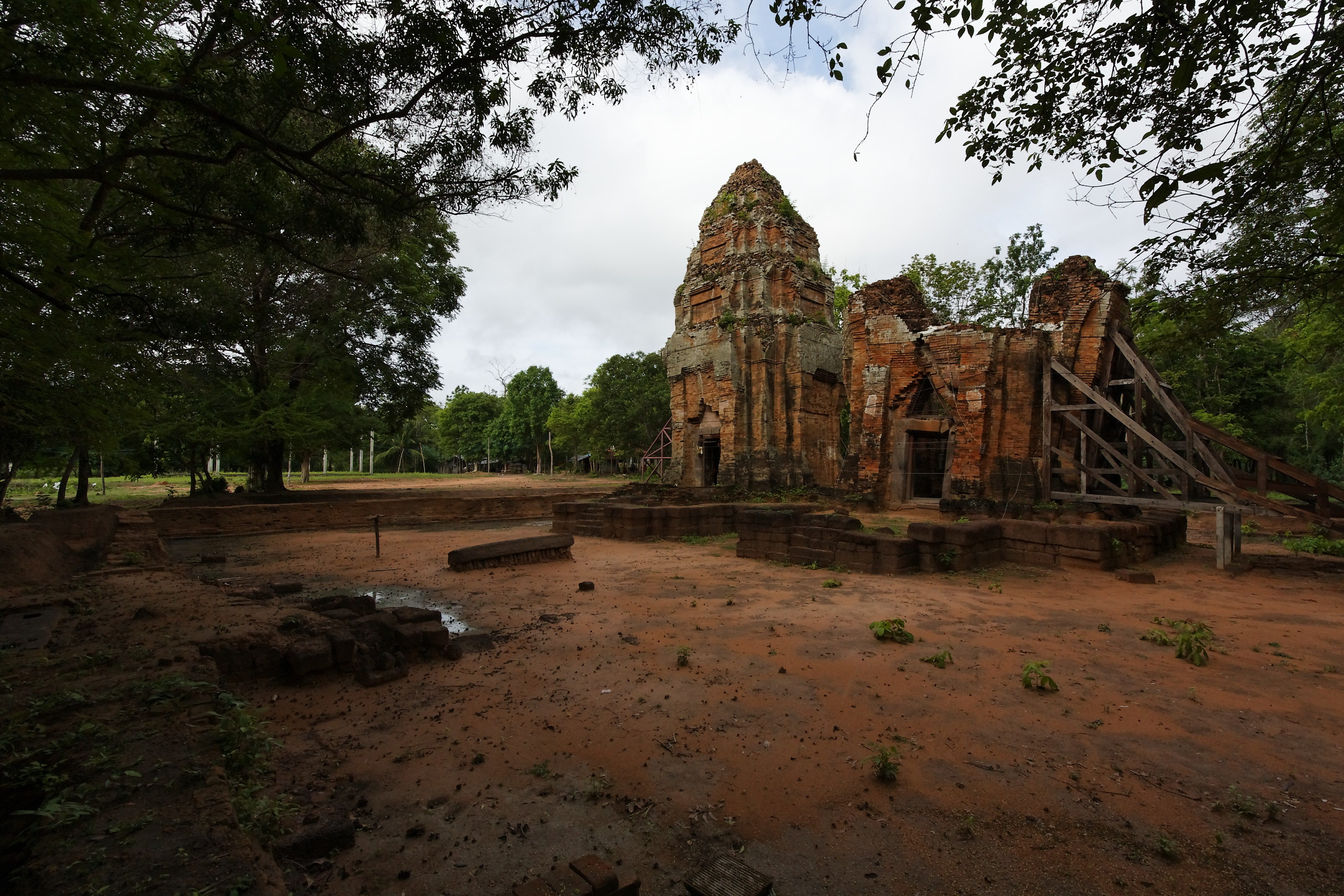
Vue d'ensemble
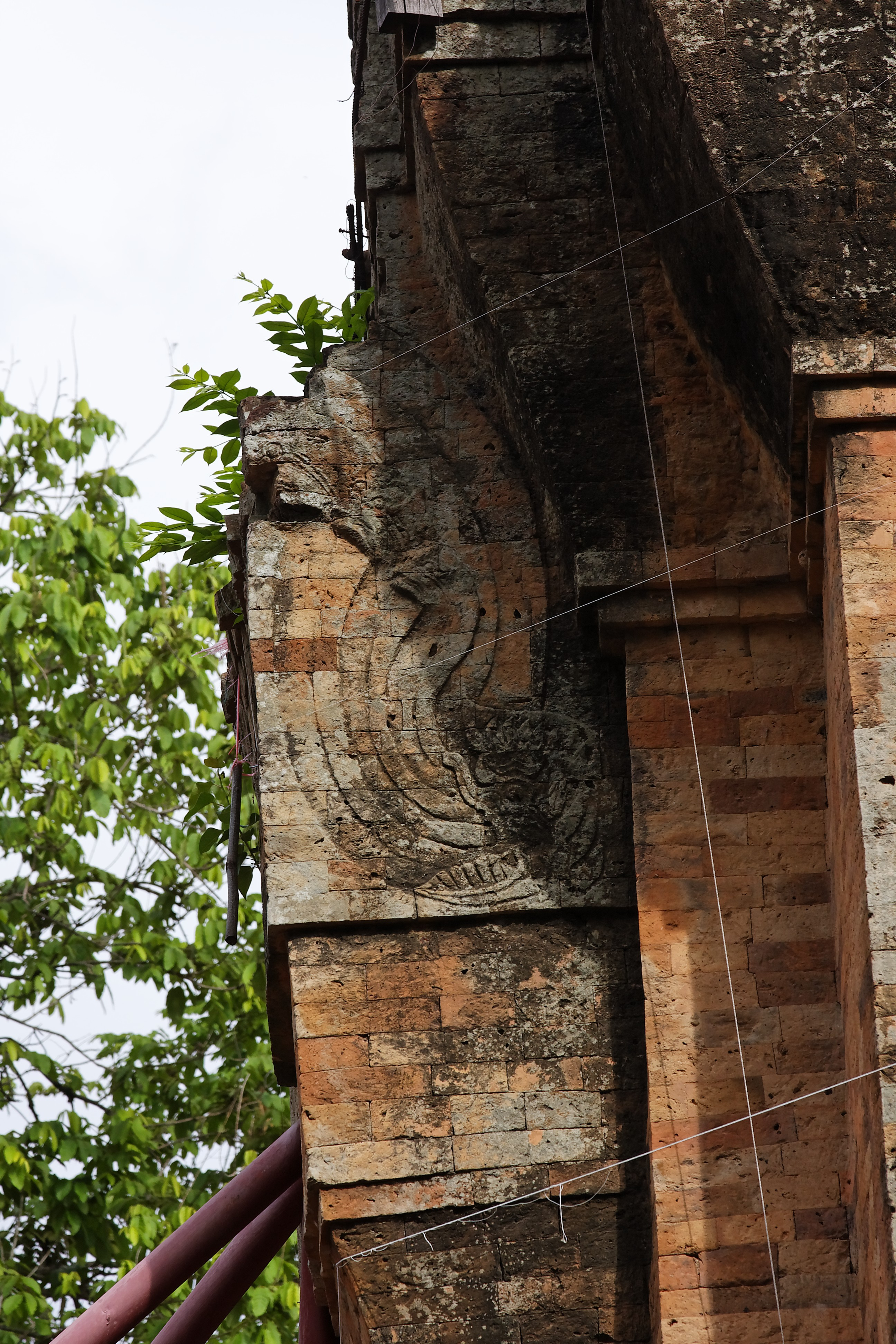
Nagas taillés directement en bas-relief dans la brique de la tour sud
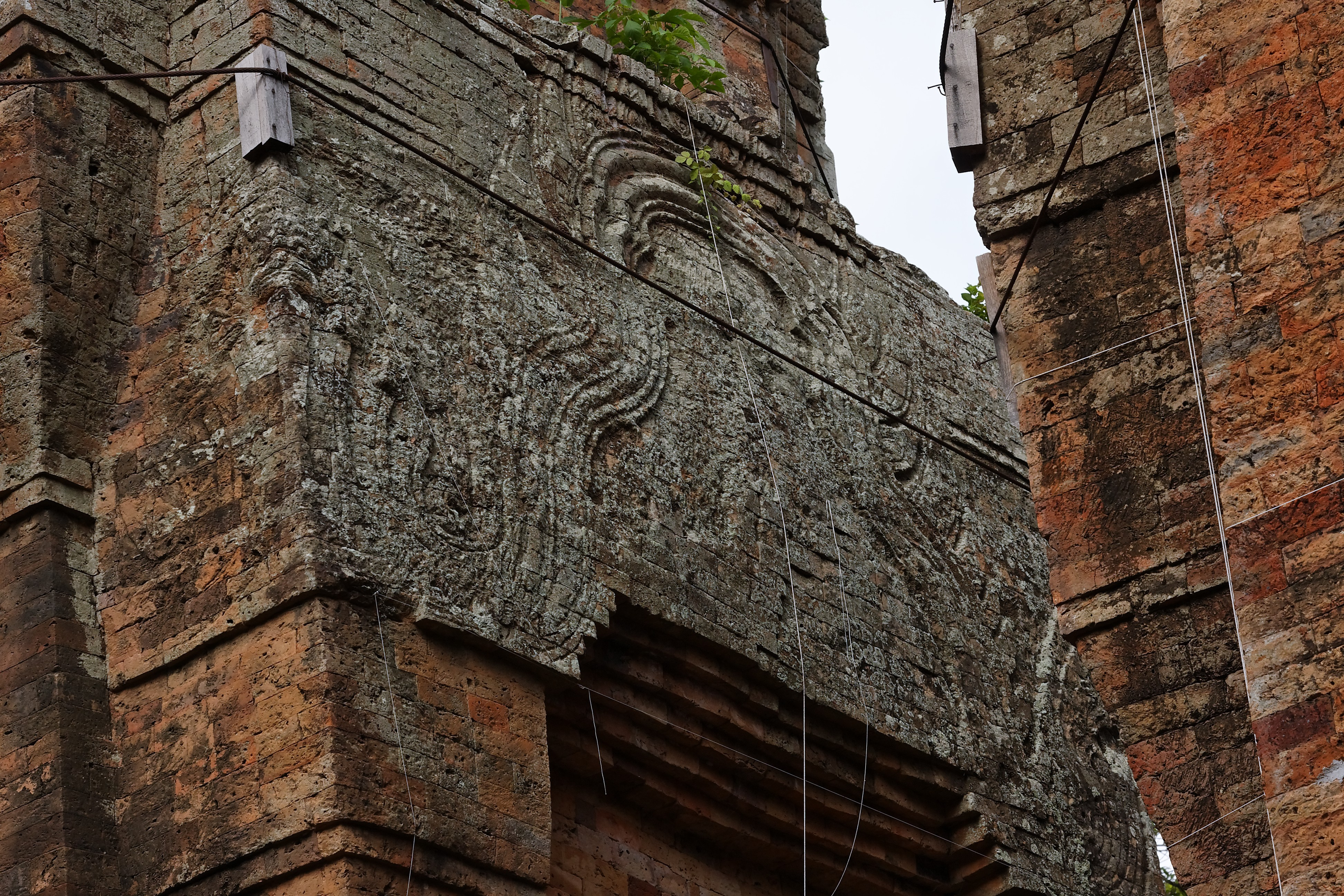
Nagas taillés directement en bas-relief dans la brique de la tour sud
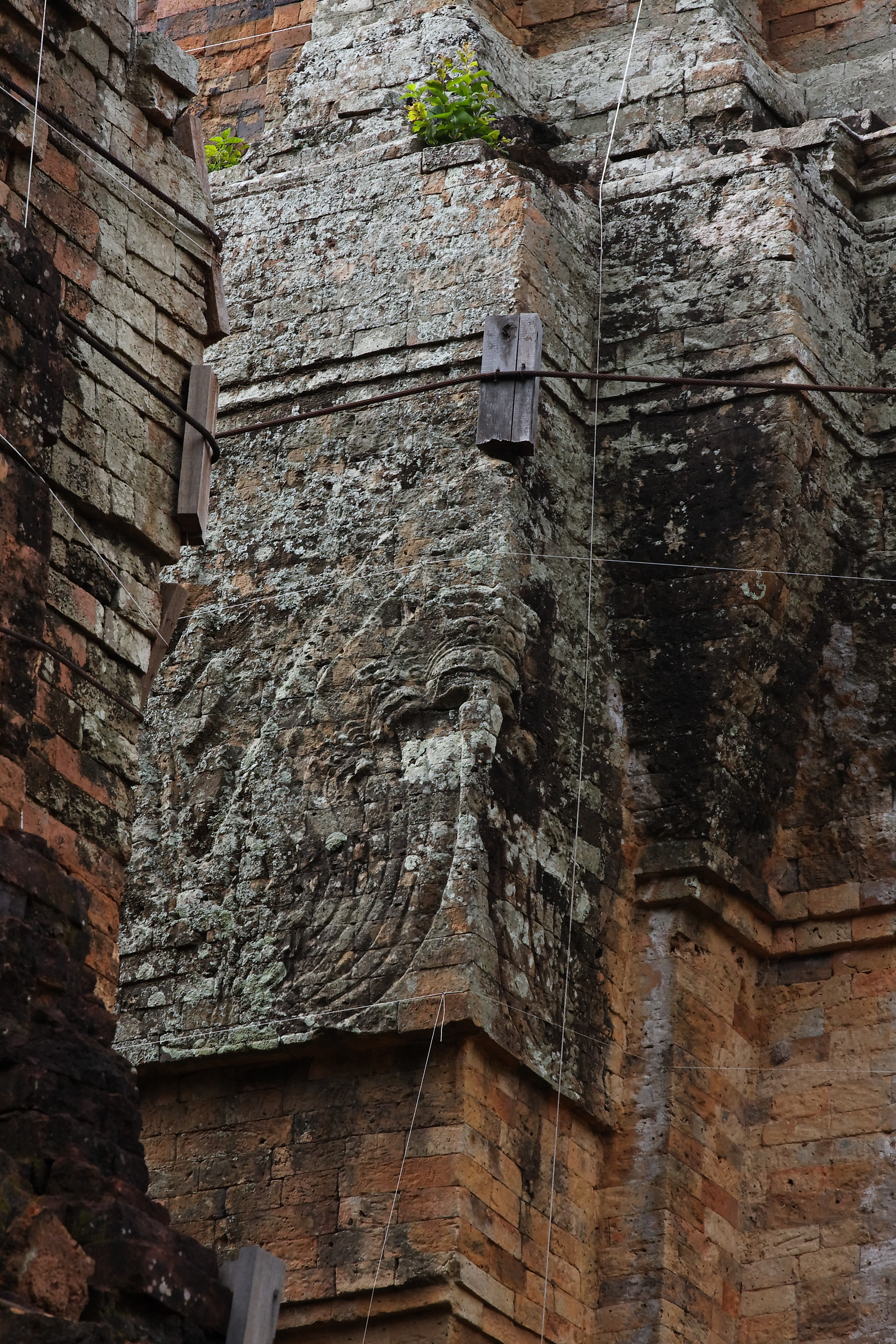
Nagas taillés directement en bas-relief dans la brique de la tour sud
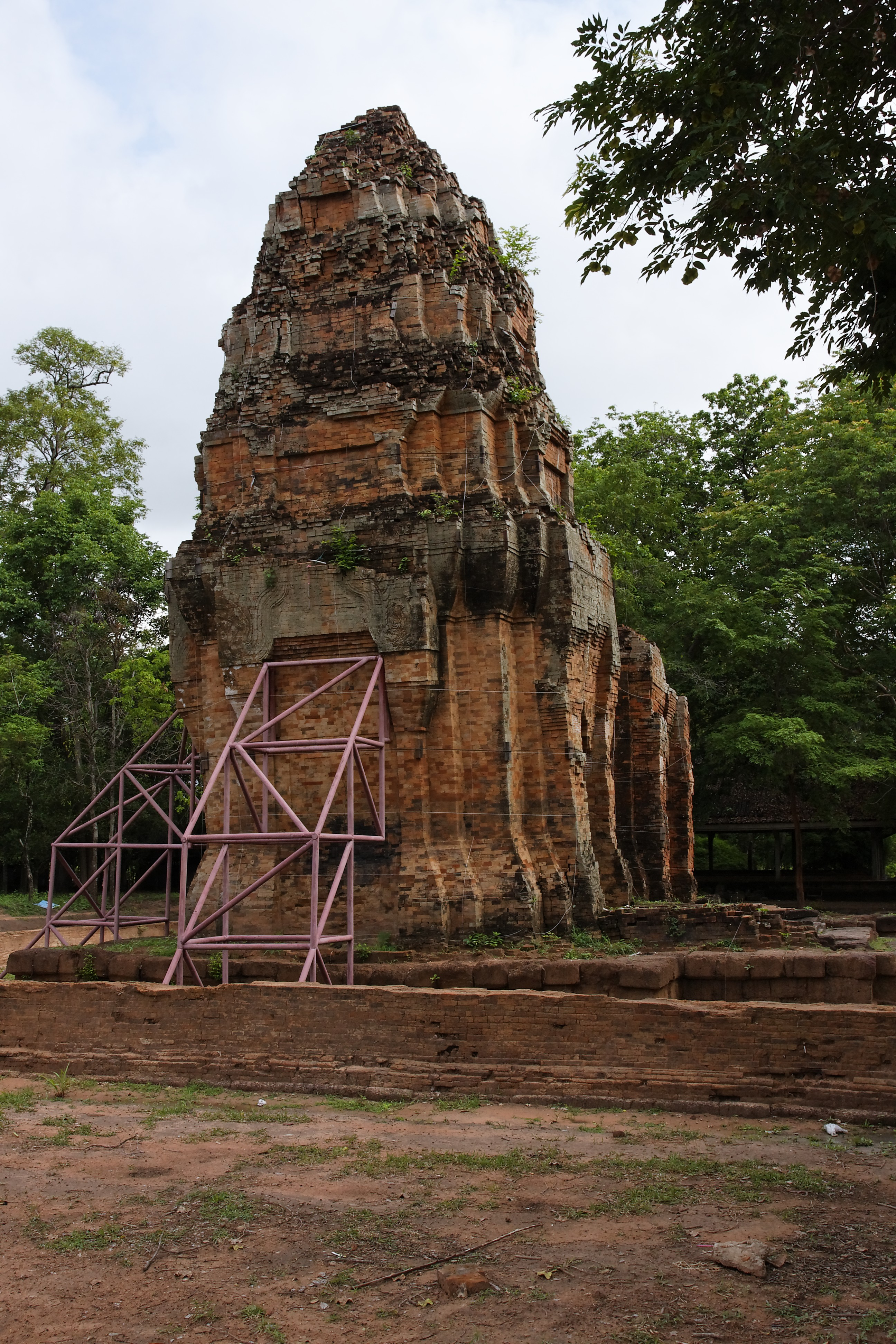
La tour nord du prasat